# SELCAL
En aéronautique, Selcal ou SELCAL (de l'anglais Selective Calling System) est un système d'appel sélectif qui permet à un opérateur radio d'une station au sol d'avertir l'équipage d'un aéronef lorsqu'il souhaite entrer en communication avec l'appareil. Ce système peut fonctionner en VHF et HF mais il est utilisé quasi exclusivement en HF pour les communications à grande distance.

## Nécessité d'un appel sélectif
À cause du niveau élevé du bruit de fond rencontré en HF, les équipages préfèrent souvent réduire le volume sonore de leurs récepteurs HF jusqu'à ce qu'ils soient alertés par la veille SELCAL d'un message qui leur est spécifiquement adressé. Une veille prolongée de ces fréquences pendant plusieurs heures sans le dispositif SELCAL serait en effet très pénible pour les équipages.

## Fonctionnement
Quand l'opérateur d'une station au sol souhaite communiquer avec un appareil, il sélectionne le code SELCAL de l'appareil (consultable dans le plan de vol) et le transmet sur la fréquence veillée par l'appareil. Tous les aéronefs veillant la fréquence reçoivent l'alerte SELCAL diffusée mais seuls les appareils programmés avec le code sélectionné diffusent alors une alerte visuelle et/ou sonore (carillon) dans le poste de pilotage. L'équipage augmente alors le volume sonore pour écouter le trafic en phonie et, en utilisant les procédures recommandées par l'OACI, répond à la station appelante en indiquant son indicatif radio et pour s'assurer que le message lui est bien adressé.

## Spécifications techniques
Une alerte SELCAL consiste en la diffusion de deux bi-tonalités audio présélectionnées (parmi 12 ou 16 suivant les versions), 
d'une durée approximative de deux secondes. Le récepteur radiotéléphonique associé au décodeur SELCAL doit fonctionner en BLU sans porteuse supprimée durant la veille. Chaque tonalité est associée à une lettre (de A à S, les lettres I, N et O étant exclues). Les tonalités des deux premières lettres du code sont émises simultanément pendant une seconde, suivies des tonalités des deux dernières lettres. Une même lettre ne peut appartenir au même groupe de deux lettres ni être utilisée à la fois dans les deux groupes.

## Attribution des codes
Un code de quatre lettres offrant un nombre limité de combinaisons possibles (10920 combinaisons), le même code est nécessairement utilisé par plusieurs appareils dans le monde. Pour limiter les problèmes, le même code est attribué à des aéronefs opérant dans des régions différentes du monde et n'utilisant pas a priori les mêmes fréquences HF. Il peut cependant arriver que deux ou plusieurs avions programmés sur le même code veillent la même fréquence au même moment. Pour cette raison, le système SELCAL ne peut pas se substituer aux procédures d'identification radiotéléphoniques habituelles.
Les codes SELCAL sont attribués par Aviation Spectrum Resources (ASRI) aux compagnies aériennes (et non directement aux aéronefs).
- Le code SELCAL est composé de quatre lettres de l'alphabet allant de A à S sauf I, N et O.
- Une lettre donnée ne peut apparaitre plus d'une fois dans un code SELCAL (ex AABC ou ABBC ne sont pas valides).
- La deuxième lettre doit être d'indice alphabétique supérieur à la première, et la quatrième d'indice alphabétique supérieur à la troisième (ex ABCD ou CDAB sont valides mais ABDC ou BACD ne sont pas valides).

Un projet d'extension (SELCAL 32) est actuellement à l'étude pour étendre le nombre de codes qui peuvent être alloués.